# Carlina xeranthemoides
Carlina xeranthemoides (L.f.) es una especie de planta herbácea de la familia de las asteráceas.

## Descripción
Se diferencia de otras especies del género por sus capítulos pequeños, de hasta 1 cm de diámetro, con brácteas muy estrechas y por sus hojas lineares algodonosas y con espinas largas en el margen. 

## Distribución geográfica
Carlina xeranthemoides es un endemismo de Tenerife en las Islas Canarias. 

## Taxonomía
Carlina xeranthemoides fue descrita por Carlos Linneo el Joven y publicado en Supplementum Plantarum 349. 1781[1782].
Etimología
Carlina: nombre genérico (propuesto en el siglo XIV por el botánico Andrea Cesalpino y utilizada por Rembert Dodoens (1518-1585), médico y botánico flamenco) parece derivar de Carlomagno que llegó a utilizar la planta más representativa del género ( Carlina acaulis ) como medicina durante una plaga de sus tropas cerca de Roma (la información la tuvo por la visión de un ángel). Esta historia o leyenda se transmite por uno de los herboristas más antiguos: Jacob Theodor de Bergzabern (latinizado Tabernaemontanus).
En otros textos, se supone que el nombre deriva de la palabra carduncolos (diminutivo de cardo = "cardinal" o "cardo pequeño") y, finalmente, por Carlos V de España (este último por Linnaeus). De hecho, hay una cierta similitud con las plantas del género "Cardo" ( Asteraceae ).
xeranthemoides: epíteto que alude a la semejanza con las plantas del género Xeranthemum.
Sinonimia
- Carduus fruticosus Poir.[4]

## Nombre común
Se la conoce como "malpica de cumbre".